# Дзагнидзе, Нугзар Отариевич
Нугзар Отариевич Дзагнидзе (груз. ნუგზარ ძაგნიძე; 19 июня 1967, Кутаиси — 21 марта 2013) — советский и грузинский регбист, выступавший на позиции флай-хава (блуждающего полузащитника, «десятки») и фуллбэка (замыкающего).

## Биография
Регби занялся в возрасте 10 лет, начал играть на уроках физкультуры в кутаисской средней школе № 15. Первый тренер — Рамаз Сванидзе. В 1983 году дебютировал в Высшей лиге под руководством Шалвы Курцикидзе, дальше обучался у Дугласа Кавтелашвили. В составе кутаисского клуба «Айя» (ранее — «Строитель») играл в чемпионате СССР, стал трёхкратным чемпионом СССР и двукратным обладателем Кубка СССР. В Грузии выиграл трижды чемпионат страны, в 1992 году стал бронзовым призёром в составе клуба «Джанши» (Чохатаури). Лучший бомбардир чемпионата СССР 1989 года.
Привлекался в основную и молодёжную сборные СССР. Трижды серебряный призёр первенства Европы FIRA среди любителей. 12 сентября 1989 года дебютировал в матче за сборную Грузии против Зимбабве, в которой грузины победили 16:3 — именно Нугзар набрал все 16 очков сборной благодаря попытке, реализации, дроп-голу и штрафному). За сборную Грузии всего сыграл 12 матчей и набрал 104 очков (три попытки, девять реализаций, 22 штрафных, три дроп-гола). Благодаря гегемонии «Айи» в конце 1980-х Нугзар стал вызываться в сборную СССР с 1987 года.
После завершения игровой карьеры работал тренером кутаисской команды «Айя» и молодёжной сборной Грузии. За сборную играл также его брат Эмзар (р. 1 июля 1970). Племянник Нугзара — Отар, также регбист; участник чемпионата мира U-20 во Франции в 2018 году.
Скончался 21 марта 2013 года после продолжительной болезни. Матчи 16-го тура чемпионата Грузии 2013 года начались с минуты молчания в памяти о покойном.

## Стиль игры
Нугзар выступал на позициях флай-хава (блуждающего полузащитника) и фуллбэка. Отличался хорошим тактическим видением игры и отличным ударом, пробивал реализации и штрафные. Дзагнидзе мог наносить точные удары с 50 или 60 м, но иногда пробивал даже с 22-метровой линии половины поля своей команды; отличался хорошим дриблингом, предугадывая ходы противника и либо выдавая результативные пасы для занесения попытки, либо самостоятельно занося мяч в зачётную зону.
В сборной СССР по результативности Дзагнидзе составлял конкуренцию Игорю Миронову, чью игру высоко оценивал. По утверждению тренера сборной Грузии Гурама Модебадзе, Дзагнидзе был игроком высокого уровня, который мог теоретически претендовать на место в любой из ведущих сборных мира, в том числе и в «Олл Блэкс».

## Достижения

### Клубные
- Чемпион СССР: 1987, 1988, 1989
- Серебряный призёр чемпионата СССР: 1984
- Бронзовый призёр чемпионата СССР: 1985
- Обладатель Кубка СССР: 1987, 1990
- Чемпион Грузии: 1990, 1991, 1995
- Бронзовый призёр чемпионата Грузии: 1992

### В сборной
- Серебряный призёр первенства Европы FIRA: 1987, 1989, 1990 (сборная СССР)